# St. Martin (Ochotz)

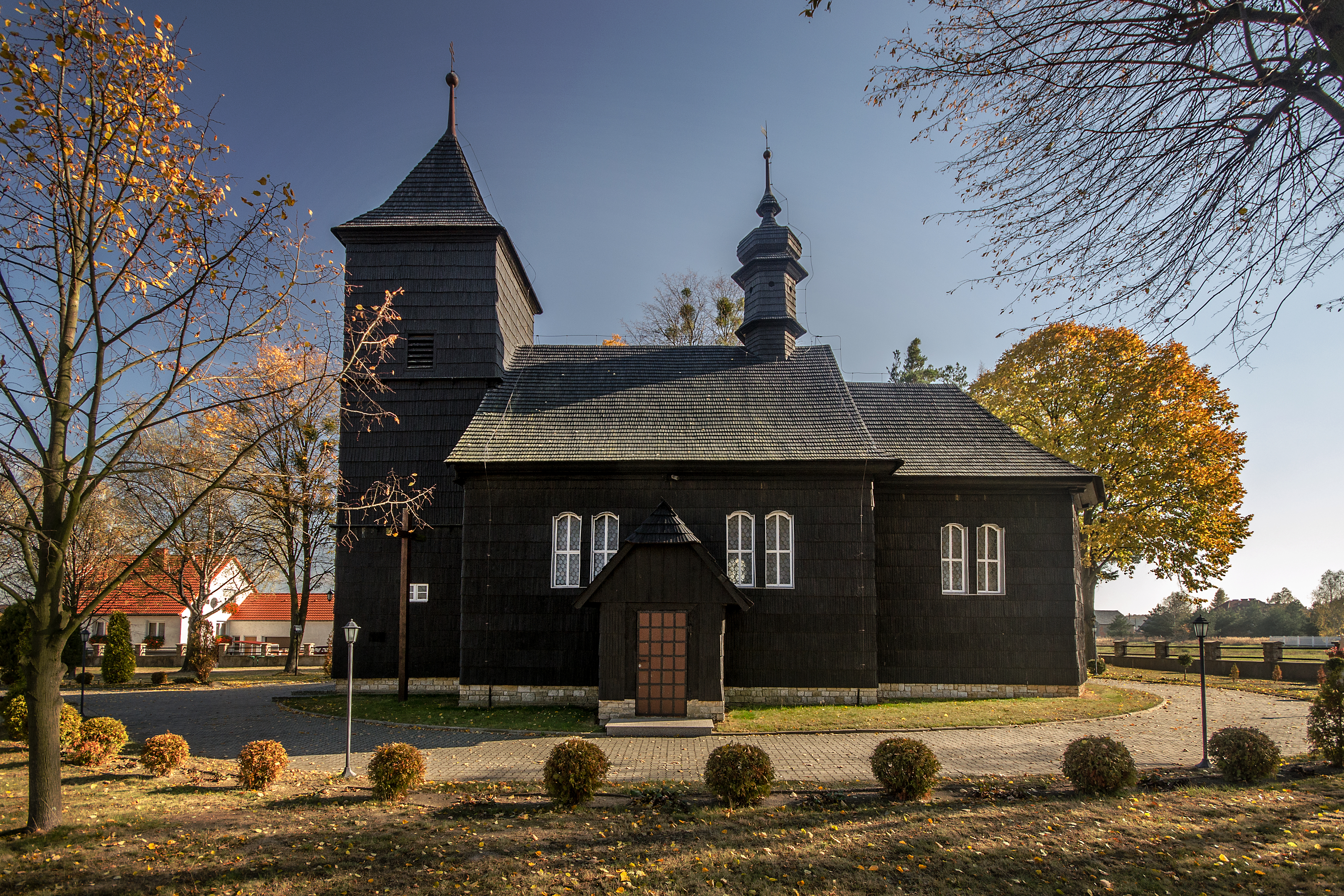
Westseite der St.-Martin-Kirche

Die Schrotholzkirche St. Martin (poln. Kościół św. Marcina) ist eine römisch-katholische Kirche in der oberschlesischen Ortschaft Ochotz (Ochodz) im Bistum Opole. Die Kirche ist die Hauptkirche der Pfarrei St. Martin (Parafii św. Marcina) in Ochotz. Der Kirchenbau stand ursprünglich in Comprachtschütz und wurde 1941 nach Ochotz transferiert.

## Geschichte

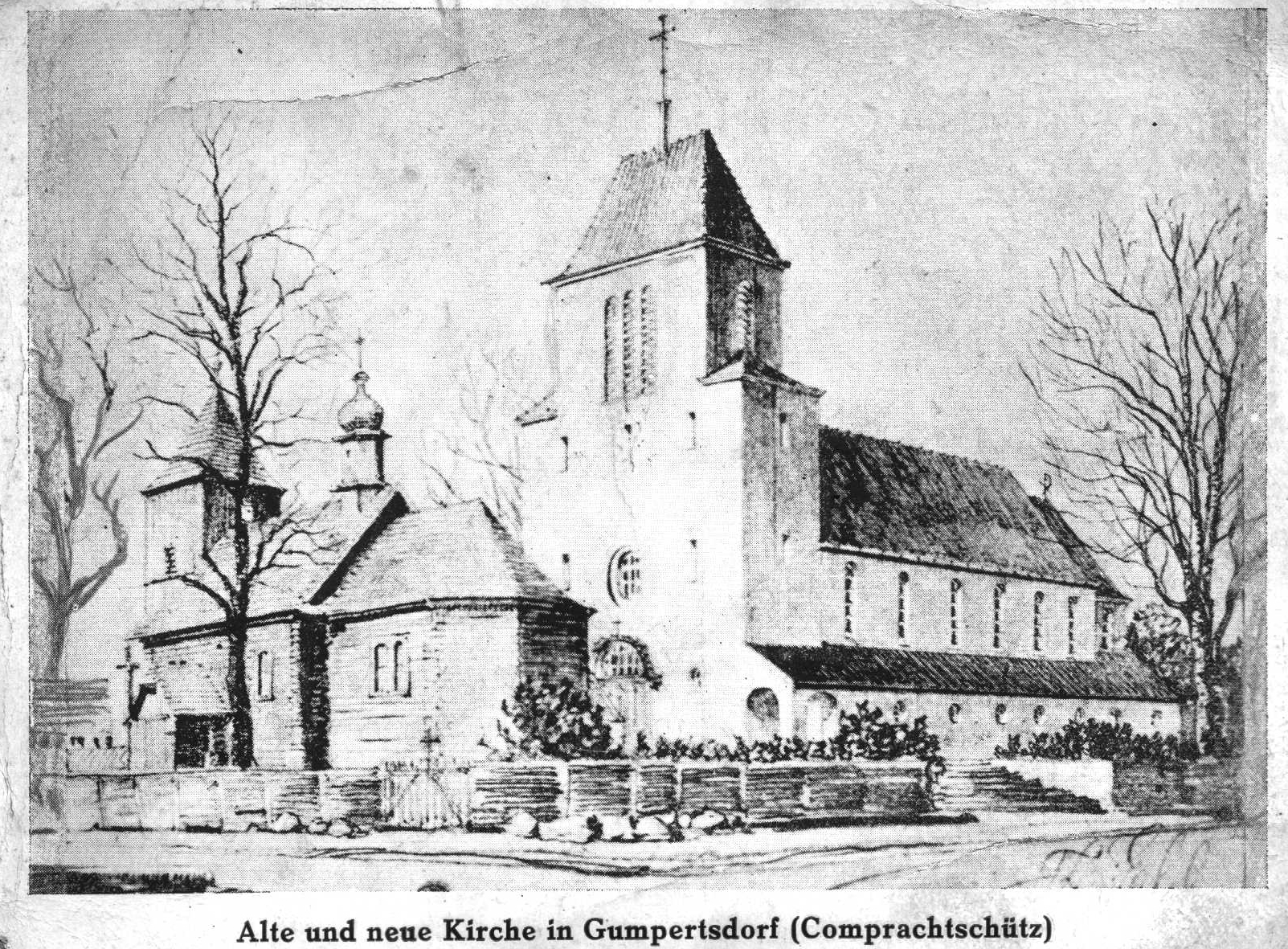
Ansicht der Martins und Franziskuskirche in Comprachschutz (Ende der 1930er Jahre)

Die Kirche wurde 1702 in Comprachtschütz als Filialkirche der Pfarrei in Chrzumczütz durch die Initiative des örtlichen Pfarrers Thomas Kaleta errichtet. Der Bau ersetzte eine ältere, hölzerne Kirche.
Bedingt durch ein erhebliches Bevölkerungswachstum in Comprachtschütz, wurde für den Ort Mitte der 1930er eine neue größere steinerne Pfarrkirche errichtet, die St.-Franziskus-Kirche. Die hölzerne Martinskirche wurde somit nicht mehr gebraucht, stand jedoch noch einige Jahre vor dem Haupteingang der neuen Kirche. 1941 wurde die Kirche abgebaut und in Ochotz wieder aufgebaut.
Zwischen 1957 und 1958 wurde die Kirche saniert. Zwischen 1999 und 2000 wurde das Dach erneuert.
Die Martinskirche steht seit 1954 unter Denkmalschutz.

## Architektur und Ausstattung

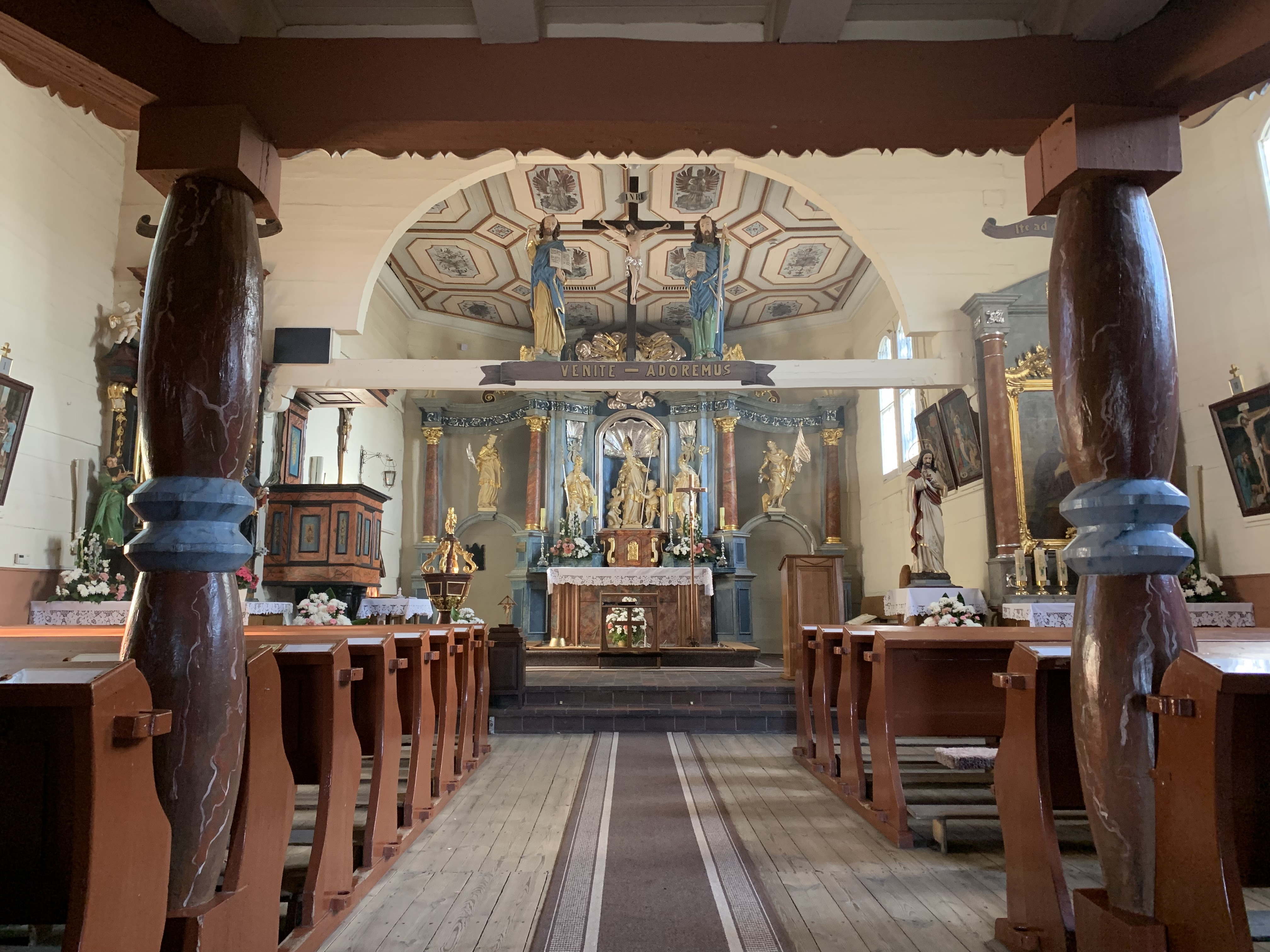
Blick in den Innenraum

Die Schrotholzkirche wurde in Blockbauweise errichtet. Das Kirchenschiff schließt mit einem kleinen, dreiseitig geschlossenen Presbyterium ab. An einer dieser Seiten befindet sich die Sakristei. An der Nordseite besitzt die Kirche ein in den Hauptbaukörper integrierten Glockenturm mit einem geschindelten Zeltdach. Der First des Hauptdaches wird durch eine kugelförmige Holzkuppel mit Laterne bekrönt.
Im Inneren besitzt die Kirche eine flache Decke sowie einen auf sechs Säulen getragenen Chor. Die Orgel wurde 1963 durch die Firma Władysław Kaczmarek errichtet. Im Inneren besitzt die Kirche weitere Figuren und Kruzifixe aus dem 16. und 17. Jahrhundert sowie ein barockes Taufbecken. Der spätbarocke Hauptaltar wurde im 18. Jahrhundert errichtet und besitzt hölzerne Figuren des Hl. Martin, Nikolaus, Gregor, Florian und Johannes Nepomuk. Die Glocke wurde 1735 in Neisse gegossen.